# Praderas de San Francisco
Praderas de San Francisco är en ort i Mexiko.   Den ligger i kommunen General Escobedo och delstaten Nuevo León, i den centrala delen av landet, 700 km norr om huvudstaden Mexico City. Praderas de San Francisco ligger 555 meter över havet och antalet invånare är 1 215.
Terrängen runt Praderas de San Francisco är varierad. Runt Praderas de San Francisco är det mycket tätbefolkat, med 2 521 invånare per kvadratkilometer. Närmaste större samhälle är Monterrey, 18,0 km sydost om Praderas de San Francisco. Runt Praderas de San Francisco är det i huvudsak tätbebyggt.